# HEAVEN'S DRIVE
「HEAVEN'S DRIVE」（ヘヴンズ ドライヴ）は、日本のロックバンド、L'Arc〜en〜Cielの15作目のシングル。1999年4月21日発売。発売元はKi/oon Records。

## 概要
前作「forbidden lover」以来約半年ぶりとなる1999年第1弾シングル。
本作のレコーディングは、1999年初頭から本格的に開始されたアルバム『ark』『ray』の録音作業の期間中に行われている。ちなみにkenは、本作の表題曲について「曲出しをした時点ではあくまでもアルバムのためのということでした」と述べている。
本作の表題曲「HEAVEN'S DRIVE」は、ポップで美しいメロディと荒々しいロックンロールが同居したような楽曲に仕上げられている。この曲はL'Arc〜en〜Cielのライヴにおいて大きな盛り上がりを見せる曲の一つとなっており、L'Arc〜en〜Cielの1990年代後半以降のライヴにおけるスタンダードソングとなっている。この曲の歌詞は、当時のL'Arc〜en〜Cielがメジャーシーンに駆け上がっていく中で、パパラッチなどに付け回されていたことに対するストレスを綴ったようなリリックになっている。作詞・作曲を担当したhydeは、アルバム『ark』『ray』発売当時のインタビューで、この曲の歌詞について「国が定める法律やメディアに対する怒り」を書いたと語っている。ちなみにhydeは、ソロ名義で参加した2018年12月29日開催のロックフェスティバル「COUNTDOWN JAPAN 18/19」において、フェス側からの依頼でこの曲をセルフカバーしている。（詳細は楽曲解説の項目を参照）
また、カップリング曲には、yukihiroが手掛けたリミックス音源「metropolis -android goes to sleep mix-」が収録されている。
なお、本作の表題曲ならびにカップリング曲にはタイアップが付いていない。そのため本作は、L'Arc〜en〜Cielがメジャーデビュー以降に発表したCDシングルとしては、初めてのノンタイアップ作品となっている。

## リリース

### リリースプロモーション
本作のリリースプロモーションとして、1999年4月1日に、首都高の映像をバックに＜ラルク アン シエル関連の情報は、4月2日に詳しくお伝えします＞という告知文が差し込まれたテレビCMが放映された。翌4月2日には、本作および次作「Pieces」、同年7月発売のアルバム『ark』『ray』発売までの活動予定を告知する記者会見風のテレビCMが全国で流されている。他にも、本作発売をプロモートするテレビCMが複数パターン制作されており、ユースケ・サンタマリアや風間杜夫といったタレントが出演しているものも存在する。これらのテレビCMはクリップ集『CHRONICLE』に収録されている。2019年12月11日には、前述の記者会見風のCMをセルフリメイクしており、「サブスクリプションサービス（定額制音楽配信）にてL'Arc〜en〜Cielの全楽曲を配信する」という告知を記者会見風に発表している。
さらに、1999年4月2日の朝日新聞朝刊には一面広告を載せており、1999年の活動予定とともに丸刈りになったL'Arc〜en〜Cielの姿が掲載された。ちなみに、この広告のメンバーの頭の部分は合成されたものであり、ディレクションを担当した箭内道彦曰く、広告を作成するうえで知り合いを数人、坊主頭にしたという。また、『ark』『ray』のリリースに伴い制作した新聞広告では、バンドの様々な画像を細かく並べた中に、メンバーのチョンマゲ姿を紛れ込ませている。この広告制作についてインタビューを受けた際に、箭内は「"俺、ラルクのCMいろいろやりましたよ"とかって自慢させて頂いてたんですけど、結局ね、一番面白い部分はメンバーから出てるんですよね。たぶんこれもそうだったんじゃないかな？これ、チョンマゲになってるんですよ、侍の、実は。バーッとカッコいい画がいっぱいある中にポツンとあるから気がつかないけど。これね、"チョンマゲのメンバーがいたりして"みたいなのを、誰かが言ったんですよね。それを俺が"あ、いただき！"と思って使ったんです」と述懐している。
なお、1999年4月1日に公開したテレビCM以降に行ったプロモーション施策の多くは、箭内道彦（現：風とロック代表）がディレクションを手掛けている。箭内は2006年に受けたインタビューで、この当時のL'Arc〜en〜Cielにおける広告制作の方針に関し「ラルクの広告を作るときの3ヶ条っていうのがあったんですよ。＜メジャーで、アンチで、びっくり＞っていうのがあったんです。＜マイナーで、アンチで、びっくり＞っていうのは山ほどあるんですよ。だけど、アンチでびっくりするようなことをメジャーな場所でやるのが、L'Arc〜en〜Cielのシズル感だっていうかね、それは言われてましたね。あとはだから、全部それを基準にアイディアを考えたり、それを基準にアイディアを判断したりしてて」「あとはその頃テーマにしてたのは＜裏切る＞っていうことで。"またラルクが同じようなことやってんな"っていうことじゃなくて。あの、"次はこう来るだろう"ってファンの人とか世の中が思ってるものと違うことをわざとやってくるんですよね。坊主頭になって、"ちょっとどこに行っちゃうんだろう"、"ちょっとなんか面白いな"って思わせたら、すごい綺麗なCMを作ったり」「毎回毎回、＜次に何が来るかわからない＞っていう流れを、ラルクで作るっていうのが1個のテーマでしたね。あの頃はやっぱり、彼らにとっても広告を…音楽と広告は全然違うとは思うんですけど。どんな広告をラルクが世の中に発信していくかっていうことも含めて、彼らの活動のひとつというかね、彼らの表現物として広告もリリースしてたんじゃないかなって、今思うと思いますね」と述懐している。また、当時L'Arc〜en〜CielのA&Rを務め、後にKi/oon Musicの代表となった中山道彦は「箭内くんや多田（琢）さんには"必ず、この3つだけ守って"と伝えていたことがあって。まずは、メジャーであること。あとは、アンチであること。そして、びっくりすること」と述べている。
こういった奇抜なCMや広告を展開していくことに関し、tetsuyaは「カッコいいことだけやるってカッコ悪いなって、僕は思っていて。作っている音楽はカッコいいので、それ以外のことは面白いほうがいいじゃん？と思うんですよ」と述べている。一方でhydeは、2012年に発表した自叙伝にて「当時のL'Arc〜en〜Cielって、テレビCMとか新聞広告とか、色んなアプローチで世間を手玉に取ってる感じで。俺としては、世の中をなめた感じの表現の仕方は"ロックでカッコいいな"って思ってたけど、同時に"そこに芸術性はないな"とも思ってたね。だから、"おちゃらけた話題をどんどん出したり、リリースをするのはいいけど、芸術性を高めないと次がないんじゃないかな？"っていう不安が、ずっーとあった」と述べている。
ちなみにL'Arc〜en〜Cielは、1999年12月31日に放送された『第50回NHK紅白歌合戦』に2年連続通算2度目の出場を果たしており、この曲を披露している。

### リリース形態
本作は、通常盤（CD）の1形態でリリースされており、初回限定仕様はスーパーパッケージになっている。また、このシングルは「浸食 〜lose control〜」以来3作ぶりに12cmシングル（マキシシングル）でリリースされている。なお、本作以降のL'Arc〜en〜CielのCDシングルは、全てマキシシングルで発表されている。

### チャート他
本作は発売初週となる1999年5月3日付のオリコン週間シングルチャートで、前作「forbidden lover」に続いて3作連続通算6作目となる首位を獲得している。また、ノンタイアップシングルでありながら、L'Arc〜en〜Cielのシングル作品では最大の初動売上となる約63.4万枚を記録している。さらに、発売翌週の1999年5月10日付のオリコン週間シングルチャートでも首位を獲得しており、1998年に発表した「DIVE TO BLUE」以来となるオリコン週間シングルチャート2週連続首位を記録している。ただし、2週目の首位獲得は、当時のオリコンチャートが8cm盤と12cm盤を別々に集計していたことによる結果であり、8cm盤と12cm盤の合算集計であれば宇多田ヒカルが発表したシングル「First Love」が首位になっていた計算となる。そしてこのシングルで、L'Arc〜en〜Cielは1999年度のオリコン年間シングルチャートのTOP10入りを果たしており、1998年より2年連続で年間チャートTOP10入りを達成することとなった。また、本作は、前々作「snow drop」以来となる通算4作目のミリオンセラー（累計売上約112.3万枚）を達成しており、L'Arc〜en〜Cielのフィジカルシングルの中では「HONEY」「snow drop」に次ぐ3番目のセールスを記録している。
余談だが、2005年に紅白出演者選考に際し、NHKが実施したアンケート「スキウタ〜紅白みんなでアンケート〜」において、L'Arc〜en〜Cielの楽曲の中で本作の表題曲が唯一ランクインしており、白組の47位を記録している。

## ミュージックビデオ
表題曲「HEAVEN'S DRIVE」のミュージック・ビデオは、武藤眞志がディレクターを務めた作品となっている。今回の撮影では、デュラン・デュランやマリリン・マンソンなどのミュージック・ビデオを手掛け「MTV Video Music Award for Best Cinematography」を受賞したカメラマンのマーティン・コッペンをアメリカから招聘している。
武藤は2006年に受けたインタビューの中で、この映像の撮影を振り返り「曲がかなり勢いがあったんで、力強くパワフルなイメージと、何か…とにかくクレイジーな感じ、っていうのが最初の印象でしたね、曲を聴いて。それをイメージしてPVも撮った」「カメラマンをアメリカから呼んだんですよ。で、マリリン・マンソンとかあのへんをやってる…あの当時MTVアワードの、ベストカメラマンかなんかに選ばれたカメラマンをハリウッドから呼んで。カメラを自分で撮りながら、こう、シェイクするんですよ。そういう力強さみたいなのが…ちょっとクレイジーなカメラマンなんですけどね。それがね、あったんで、ピッタリだなと思って」と述べている。
このミュージック・ビデオは、1999年8月11日に発表したクリップ集『CHRONICLE』に初収録されている。また、2019年12月11日には公式YouTubeアーティストチャンネルにおいて、YouTube Music Premium限定で映像の有料公開が開始されている。前述のYouTubeチャンネルでの有料公開開始から約2年4ヶ月後となる2022年4月15日からは、映像の無料公開が開始されている。

## 収録曲
| #         | タイトル                                   | 作詞      | 作曲      | 編曲                          | 時間  |
| --------- | ------------------------------------------ | --------- | --------- | ----------------------------- | ----- |
| 1.        | 「HEAVEN'S DRIVE」                         | hyde      | hyde      | L'Arc〜en〜Ciel, Hajime Okano | 4:21  |
| 2.        | 「metropolis -android goes to sleep mix-」 | hyde      | ken       | Remixed by yukihiro           | 9:59  |
| 合計時間: | 合計時間:                                  | 合計時間: | 合計時間: | 合計時間:                     | 14:20 |

## 楽曲解説
1. HEAVEN'S DRIVE
  - 作詞・作曲: hyde / 編曲: L'Arc〜en〜Ciel & Hajime Okano

ポップなメロディと荒々しいロックンロールが同居したような疾走感溢れるナンバー。作詞・作曲を担当したhydeは、この曲のイメージについて「サビはキャッチーな感じにしたいなって。でも、それまではロックンロールな感じがいいかな、と[12]」「漠然とですけどね、ライブでノリノリな曲が欲しいなと思ってて。頑なにハードに終わるんじゃなくて、サビはキャッチーなほうがいいかなって[12]」「叫べる感じのAメロっていうのをやりたかった、早口で[12]」と語っている。また、制作を振り返り、hydeは「前のリリースからけっこう間があいてるし、TVとかも最近出てないんで、冒頭のシングルは景気がいいやつがいいかなっていうのはありました[12]」「景気がよくて、媚びた感じのないやつ。媚びた感じのやつって、基本的にはあんまり出来ないですけど。ただ、キャッチーの度合いですよね。受け止めやすいけど"いかにも"っていうふうになっちゃうなと思ったら、その時点で自分で変えてる。その境目っていうのは人それぞれだと思うけど、自分の枠の中でいい感じかどうか考える[12]」と語っている。
この曲のベースプレイにおいてtetsuyaは、1960年代製のビザール・ベース「VOX PHANTOM IV」を使用している[13]。tetsuyaが弾くこの曲のベースラインについて、hydeは「まさかあのラインでくるとは思ってなかった。うん、カッコいいと思った[12]」と本作発売当時のインタビューで述べている。また、後年hydeは、2012年に発表した自叙伝でも「「HEAVEN'S DRIVE」なんて、元々イントロは単純なギターのリフで3つのコードだけだったんだけど、そこにtetsuyaのあのベースのフレーズが来たから、あれだけカッコいい曲になった[14]」と評している。さらに、バンドの共同プロデューサーを務める岡野ハジメは「プリプロ中に通常のバンドパターンでアレンジをしながら作っていったんですけど、あれすごい難しいベースラインだと思うんですけど、割とあっさりね、tetsuが弾きだしたんですよ、突然。ちょっとその経緯は忘れちゃったんですけど。あれをもしスタジオミュージシャンに"これ弾け"って譜面を書いて渡したら、すごい苦労するベースだと思うんですけど、さらっと弾いちゃうんだよね。きっとね、あれが"tetsu節"だと思うんですよ、ベーシストとしての。彼のベースの…キャリアの中でも三本指に入るいいテイクだと思いますね[11]」「60年代のVOXっていうちょっと変わったベースを彼が使ってたんですけど、その音色とフレーズ、あとyukihiroくんのドラムパターンとのコンビネーションが僕のツボだったんですね。で、すごい興奮してて俺一人で。"カッコいい!"ってギャーギャー騒いで。ちょっとtetsuが引いてましたけどね（笑）[11]」と後年のインタビューで評価している。
この曲のギターソロは2部構成となっており[15]、前半部分はクリーンを主体としたトーン、後半部分はダーティーなトーンで鳴らしている[15]。2部構成にした理由について、kenは「ソロの後半部分を"小汚い音"にするつもりだったから、その対比を出したくてね[15]」と述べている。ギターソロの前半部分のバックに微かなノイズが入っているが、これはken曰く「ワウのノイズ[15]」だという。このように、ギターソロの前半と後半で二重人格のようなギターサウンドとなっており、ken独特のタメを効かせたプレイもみせている[15]。このギターソロ録りを振り返り、kenは「"拍があっていれば全てOKなのか？"といったら、そうでもないんだよ。だからタメは、曲にフワッと乗る感じかな[15]」と述懐している。余談だが、この曲にはレッド・ツェッペリンのさる楽曲のサビのリフを彷彿とさせるギターフレーズが登場するが[4]、これはhydeが仮で弾いていたギターリフだったという[4]。kenはギター録りの際に、このフレーズをそのまま採用し弾いたという[4]。ちなみに、音源のギターはすべてkenが弾いているが、ライヴでこの曲を披露する際はhydeもギターを担当している。
歌詞は、hydeの中にある怒りの感情を歌にしたものとなっており[5]、国が定める法律やメディアに対する怒りを綴ったリリックとなっている[5]。また、この歌詞には、メジャーシーンを一気に駆け上がった当時のL'Arc〜en〜Cielを取り巻く環境に対するhydeの思いも含まれており、＜傷口をなぞって 喘ぐ声が好きなんだ そんなレンズ越しの蛇に遊ばれて 囚われた気分さ＞や、＜眩しいくらいの日差しに恋焦がれてるんだ＞といったフレーズが登場している。
アルバム『ark』『ray』の発表前に受けた音楽雑誌のインタビューにおいて、hydeは「同世代でデビューした人が撮られていったから、いつかは（自分に）まわってくるのかなって気はしてましたけどね。そういうの見てても"何でそんなことまですんの？"って。俺、人のを見ても思うんですよ。"放っといたれよ、そんなの"って[5][16]」「いろんな人が聴いてくれる。両親とかも喜んでくれる。そういうのはすごい嬉しいんだけど。それと同時に、そういう状況はやっぱり"辛いな"という感じ[16]」と述べている。
ちなみにこの曲の歌詞に登場する＜生まれすぎた悪夢が膨張して＞というフレーズに関し、hydeは「俺はそこでは法律のことに対して怒ってるから。だから、生まれすぎた法律で止められない悪意をさしてるんです[5]」と当時語っている。また、音楽誌のインタビュアーから「特定の人達をアジテートすることに対して恐怖心とかは感じなかったか[5]」「歌詞でここまで言い切ることに対して恐怖心とかは感じなかったか[5]」と聞かれた際に、hydeは「怖さよりも勝ってんだよ。怒りの方が。だから怖さとか感じない[5]」と述べている。
余談だが、アルバム発売当時にhydeは、プライベート空間を侵害されることに対する思いを語っている。当時の音楽雑誌のインタビューでhydeは「"何でそんなこと、みんなに言わなきゃいけないの？"っていうのがある[5]」と語っており、「なんか、追い回されるぐらいだったら、周りのスタッフみんなでパシャパシャ写真撮ってバラまいて。それで儲けたお金で、みんなで酒とかに換えた方がよっぽどね。自分たちで（情報を）コントロールしてる気がするよ[5]」と皮肉交じりに述べている。このように、当時のhydeは"自分は芸能人ではない"という意識を保つことで、メディアというプレッシャーから自分を守ろうとしていたことが窺える[5]。また、hydeは、2012年に自身が発表した自叙伝で「"なんで、私生活の本当かどうかを世間に言わないといけないんだ？"と、思ってる[17]」「もし、ここから先は芸能人で、ここから手前が芸能人じゃないっていう線があったら、芸能人じゃない所に行きたかったね。一般人との間のその線がどこに引かれているのか、俺はいまだにわからないけど[18]」と綴っている。
2005年にはパートチェンジバンド、P'UNK〜EN〜CIELとして、yukihiroのディレクションのもとリアレンジしたうえで、この曲をセルフカバーしている。このセルフカバーは、27thシングル「叙情詩」に「HEAVEN'S DRIVE 2005」として収録されている。このカバーでは、yukihiroの意向により原曲からテンポアップされている他、tetsuyaのアイデアによりサビ部分のコーラスをファルセットに変更している。ファルセットに変えた理由について、tetsuyaは「歌ってみて初めて"歌メロは意外とフレンチポップだったんだ"って思ったんですよ。だから、サビの上のほうのコーラスはあえてファルセットにしたんです。フレンチポップ感を出そうと思って[19]」と語っている。
2. metropolis -android goes to sleep mix-
  - 作詞: hyde / 作曲: ken / リミックス: yukihiro

8thシングル「winter fall」にカップリングとして収録された「metropolis」のyukihiroによるリミックス曲。
リミックスを担当したyukihiro曰く、制作にあたり「スロウなハウスを意識した」という[20]。また、yukihiroは音源のイメージについて「ダウナーな、朝方かかるような。踊り疲れたあとにどうぞっていう感じ[21]」と語っている。
さらに、原曲の歌詞がエロティックなイメージで綴られていることを踏まえてか、yukihiroは「もうちょっとエッチな感じにしたかった[20]」といい、原曲からテンポを落とし気怠い印象のある音源にリミックスしている[20]。なお、yukihiroは本作発表当時に受けたインタビューで、自身が好むテンポ感について「気持ちいいと思うのは100近辺か、80近辺かな。まぁテクノとかだと140近辺だけど。昔ハウスってだいたい120近辺だったんですよ。それがなぜかダメで。ヒップホップが遅くなってきてた時期があったんですけど、そのテンポ感がけっこう好きでしたね[20]」と語っている。ちなみにyukihiroは、本作リリース時に「今まででやったリミックスの中でこれが一番気に入ってます[20]」とコメントしている。
2000年6月に発表したリミックスアルバム『ectomorphed works』には、このリミックスとは別バージョンの「metropolis [android goes to be a deep sleep mix]」が収録されている。リミックスアルバムに収録されたバージョンの制作では、本作収録版よりも爽やかなイメージのあるミックスにするため、音数を減らしている[22]。具体的にはパッドを1種類減らしており、yukihiroは「音も1個だけ減ってるんですよ。パッドが1種類減ってる。それも実は前回、最後に足した音だったんですよ。何か足りない気がして"あ、これで埋まった"という感覚で足した音で。結果、もっと前面に出したかったピアノの音が、生きるようになりましたね[22]」と述べている。ちなみに、2014年8月21日にyukihiroがacid android名義で企画・開催したDJ&ライヴイベント「acid android in an alcove vol.7」において、DJとして出演したyukihiroはリミックスアルバムに収録されたバージョンをフロアでかけている[23]。

## 参加ミュージシャン
- hyde：Vocal
- ken：Guitar
- tetsu：Bass
- yukihiro：Drum
- HEAVEN'S DRIVE
  - 岡野ハジメ：Keyboard & Programming, Brass Arrangement & ARP 2600
  - 斎藤仁：Keyboard & Programming
  - Yukarie：Tenor Sax
  - Smily：Baritone Sax
  - 多田暁：Trumpet
  - 平田直樹：Trumpet
  - ken：Tambourine

## カバー
（※）音源がフィジカルに収録されているものに限り記載する。
- マイケル・モンロー （2012年、トリビュートアルバム『L'Arc〜en〜Ciel Tribute』に収録）

## 収録アルバム
オリジナルアルバム
- 『ark』 (#1)

ベストアルバム
- 『Clicked Singles Best 13』 (#1)
- 『The Best of L'Arc〜en〜Ciel 1998-2000』 (#1)
- 『TWENITY 1997-1999』 (#1)

リミックスアルバム
- 『ectomorphed works』 (#2,別リミックスバージョン)

コンピレーションアルバム
- 『MAX JAPAN 6 best hits in japan'99』 (#1)

## 受賞
- 『第14回日本ゴールドディスク大賞 “SONG OF THE YEAR”』